# France (bateau à aubes)
Pour les articles homonymes, voir France (homonymie), section « Navires ».
Le France est un bateau à roues à aubes à vapeur du lac d'Annecy. C'est le dernier bateau à aubes à vapeur assemblé en France.

## Histoire

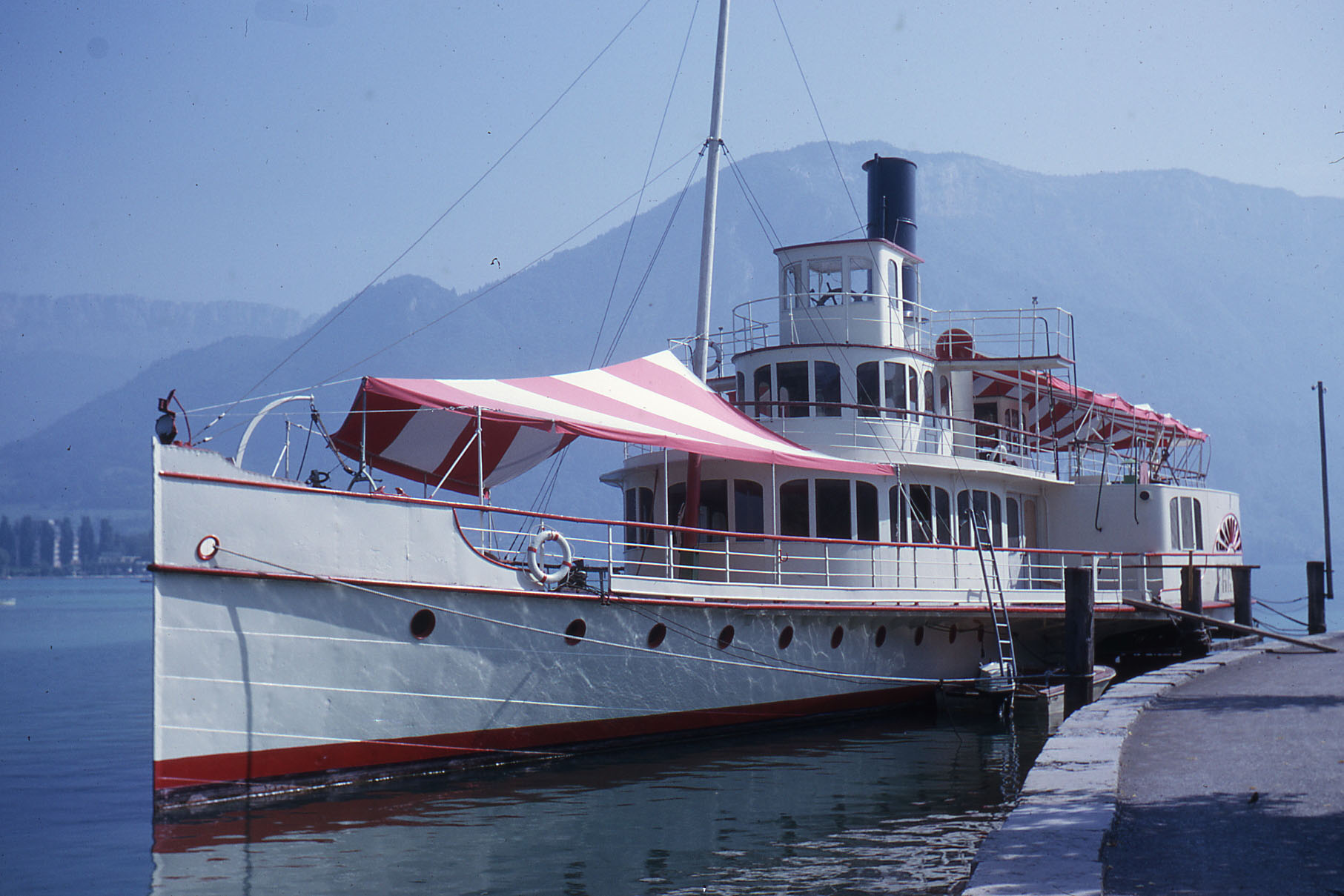
Le France, racheté par Jean Bruel, est entièrement rénové en 1964.

Le France a été construit à Zurich par la société Escher Wyss. Transporté en pièces détachées, il est assemblé aux chantiers de la Puya à Annecy. Sa mise à l'eau sur le lac d'Annecy a lieu le 13 mai 1909.
Le France traverse régulièrement le lac de 1909 jusqu'à la Seconde Guerre mondiale, période pendant laquelle il sert de bateau prison. Il reprend ensuite le service actif jusqu'en 1962, année où il est retiré du service. En 1965 il fait pour la dernière fois le tour du lac.

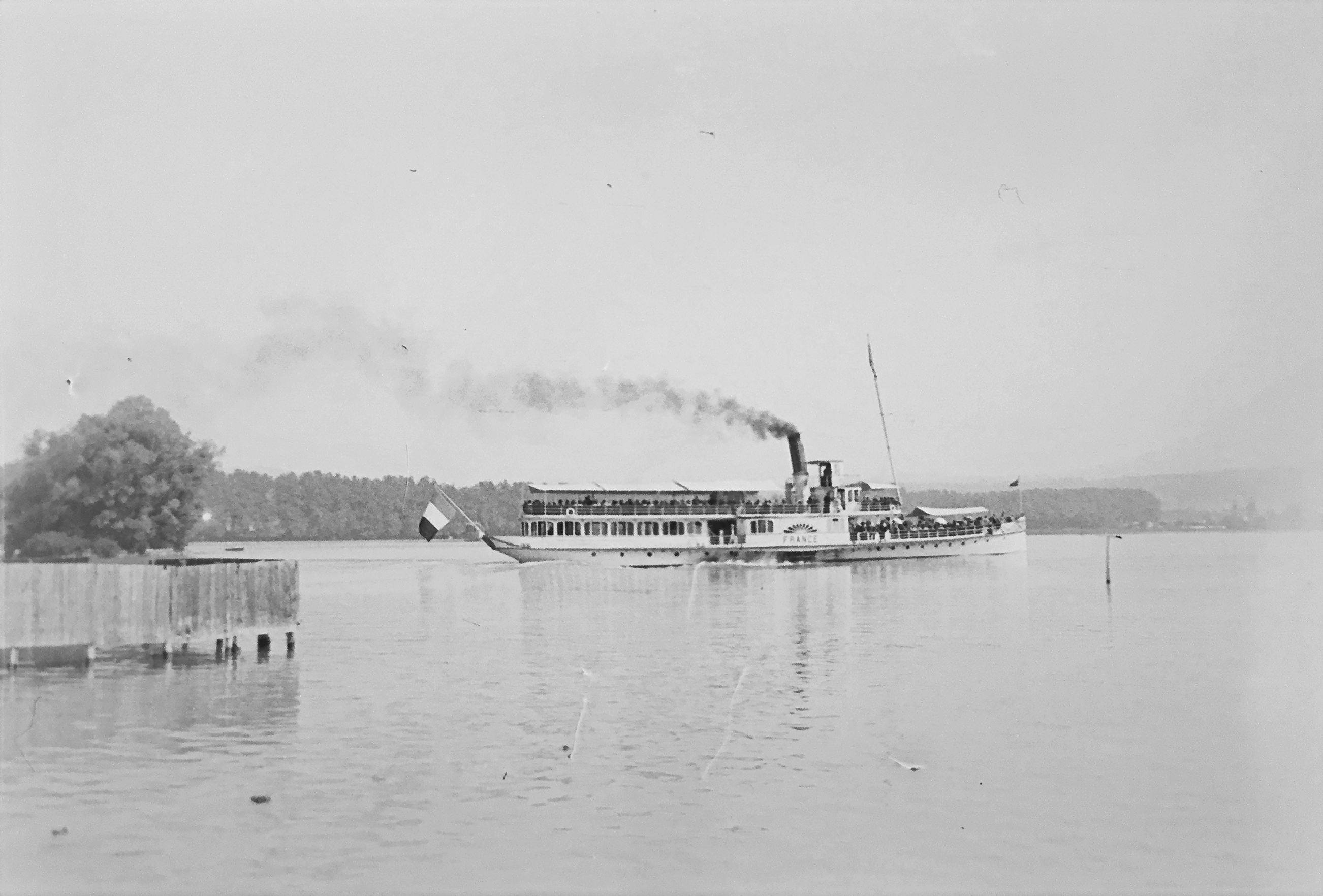
Le vapeur France, années 1910.

### Naufrage
Dans la nuit du 12 au 13 mars 1971, le navire sombre au large de la plage des Marquisats, où il est ancré depuis 1965. Deux théories s’affrontent : la première, qui y voit une origine accidentelle et qui est aussi la plus vraisemblable, consiste dans le fait qu’une plaque de glace se serait formée avec l’eau stagnante dans la cale du navire et, sous l’effet du vent et des vagues, aurait fait bélier contre la coque jusqu’à ouvrir une voie d’eau, entrainant l’enfoncement puis le naufrage du France.
La seconde théorie évoque un sabotage volontaire. Elle est renforcée dans l’esprit de quelques personnes par le naufrage, le mois précédent, du petit bateau utilisé par le propriétaire du France pour se rendre à bord. Toutefois, rien ne permet de confirmer cette hypothèse et la gendarmerie d’Annecy a classé le dossier concernant le naufrage du navire sans suite.

## Épave
Le France repose à 42 mètres de profondeur dans la baie d’Albigny, au fond du lac d'Annecy. Cassée en deux à l’arrière et enfoncée de quelques mètres dans la vase, l’épave est toutefois relativement bien conservée.
La plongée sur l’épave est réservée aux plongeurs aguerris, pouvant justifier au minimum d’un niveau 3 en lac. Ce niveau est justifié par la très faible visibilité, la température, oscillant entre 5 et 8 °C, et la profondeur.